# Canal C (Córdoba)
Canal C, estilizado como Canal C Argentina, es un canal de televisión por cable básico argentino que transmite desde la ciudad de Córdoba. El canal se llega a ver en toda la Provincia de Córdoba y zonas aledañas. Es operado por Ebeluz S.A. a través del Grupo Showsport.

## Historia
Canal C inició sus transmisiones regulares el 10 de mayo de 2005. La señal fue creada por la familia Trettel. En sus inicios, su programación estaba constituida por tres magazines y un informativo. En el 2010, ya contaba con 50 producciones locales y más de 14 horas de programación netamente local. 
A principios del año 2015, Canal C fue adquirido por el Canal Showsport. Para esa época, el canal transmitía las 24 horas y contaba con más de 60 programas de producción local.
Entre sus figuras se destacan referentes de la televisión abierta local, como Gustavo Tobi, Fabiana Dal Pra, Fernando Genesir y Jorge "Petete" Martinez. 

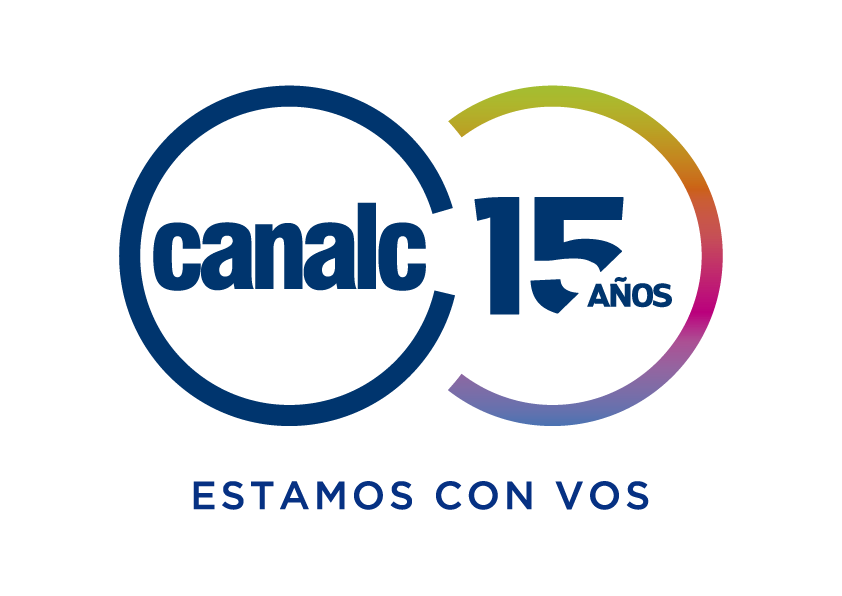
Logo utilizado durante el 15° aniversario en 2020.

En el 2020, tras 15 años de vida, Canal C incorporó el eslogan "Estamos con vos" para retratar la cercanía con sus televidentes cordobeses ya que la programación en su totalidad es puramente local.
El 5 de noviembre de 2021, Canal C comenzó a emitir programación en HD.
Desde el 6 de abril de 2023, Canal C extiende su transmisión desde la provincia de Córdoba hacia toda la Argentina usando su nombre de fantasía como Canal C Argentina.

## Programación
Actualmente, parte de la programación del canal consiste en transmitir contenidos de origen local (varios de ellos producidos por Canal C), entre ellos se destacan Córdoba Noticias (que es el servicio informativo del canal), La mañana del C (magacín matutino), Contá conmigo (programa del mediodía) y Actividad sindical (interés general) entre otros programas locales.

## Córdoba Noticias
Es el servicio informativo del canal con principal enfoque en las noticias locales, regionales y nacionales. Actualmente, posee una única edición que se emite de lunes a viernes a las 12:00.